# Dun (Ariège)
Dun (okzitanisch gleichlautend) ist eine französische Gemeinde mit 650 Einwohnern (Stand 1. Januar 2022) im Département Ariège in der Region Okzitanien. Sie gehört zum Kanton Mirepoix und zum Arrondissement Pamiers. 
Sie wird umgeben von den Nachbargemeinden Vira und Viviès im Nordwesten, Tourtrol und Coutens im Norden, Besset und La Bastide-de-Bousignac im Nordosten, Saint-Julien-de-Gras-Capou im Osten, Lieurac im Süden, Carla-de-Roquefort und Ventenac im Südwesten und Calzan im Westen.

## Bevölkerungsentwicklung
| Jahr      | 1962 | 1968 | 1975 | 1982 | 1990 | 1999 | 2008 | 2016 |
| --------- | ---- | ---- | ---- | ---- | ---- | ---- | ---- | ---- |
| Einwohner | 273  | 259  | 394  | 401  | 394  | 491  | 575  | 561  |

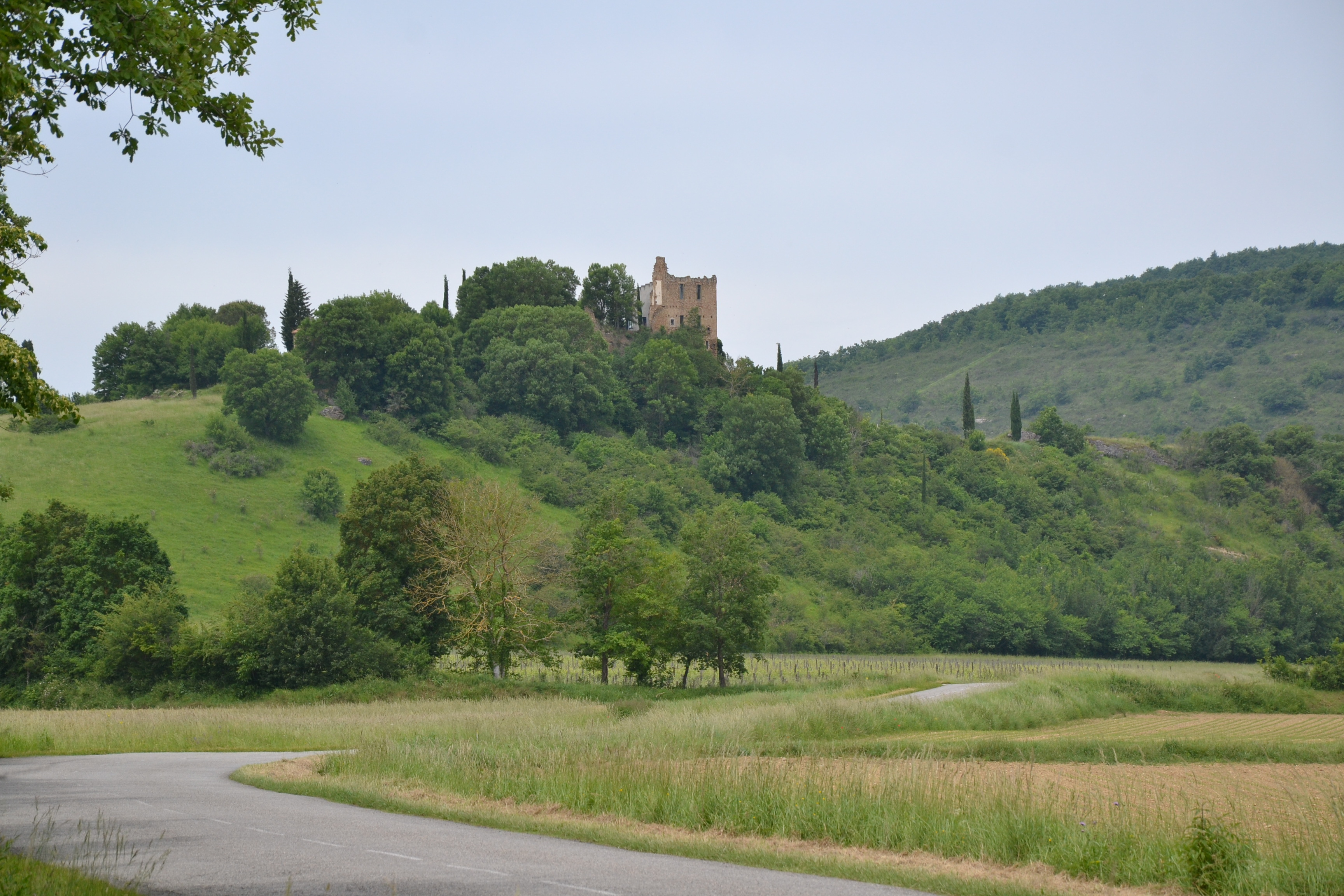
Burgruine Château de Rocles
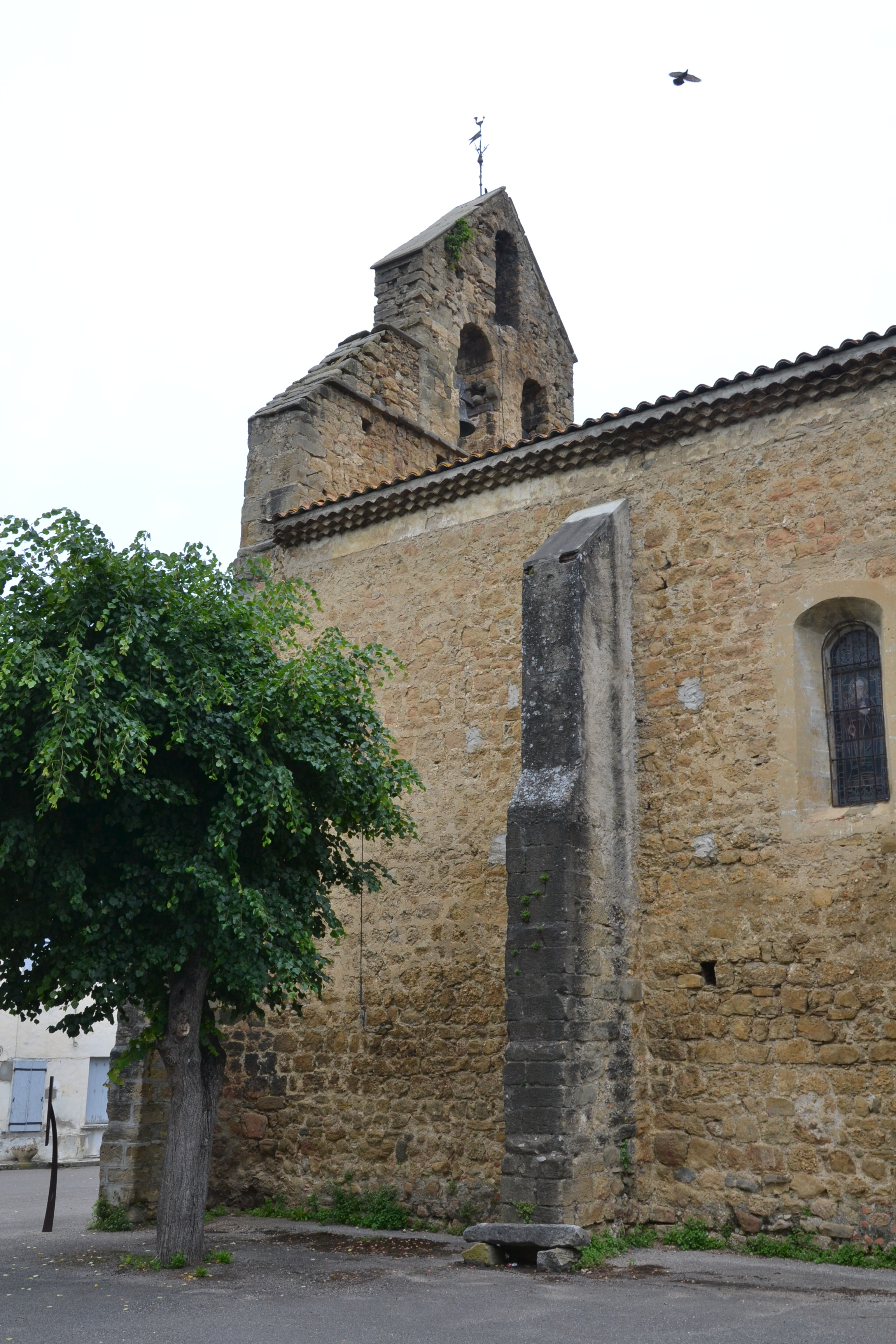
Kirche Saint-Michel
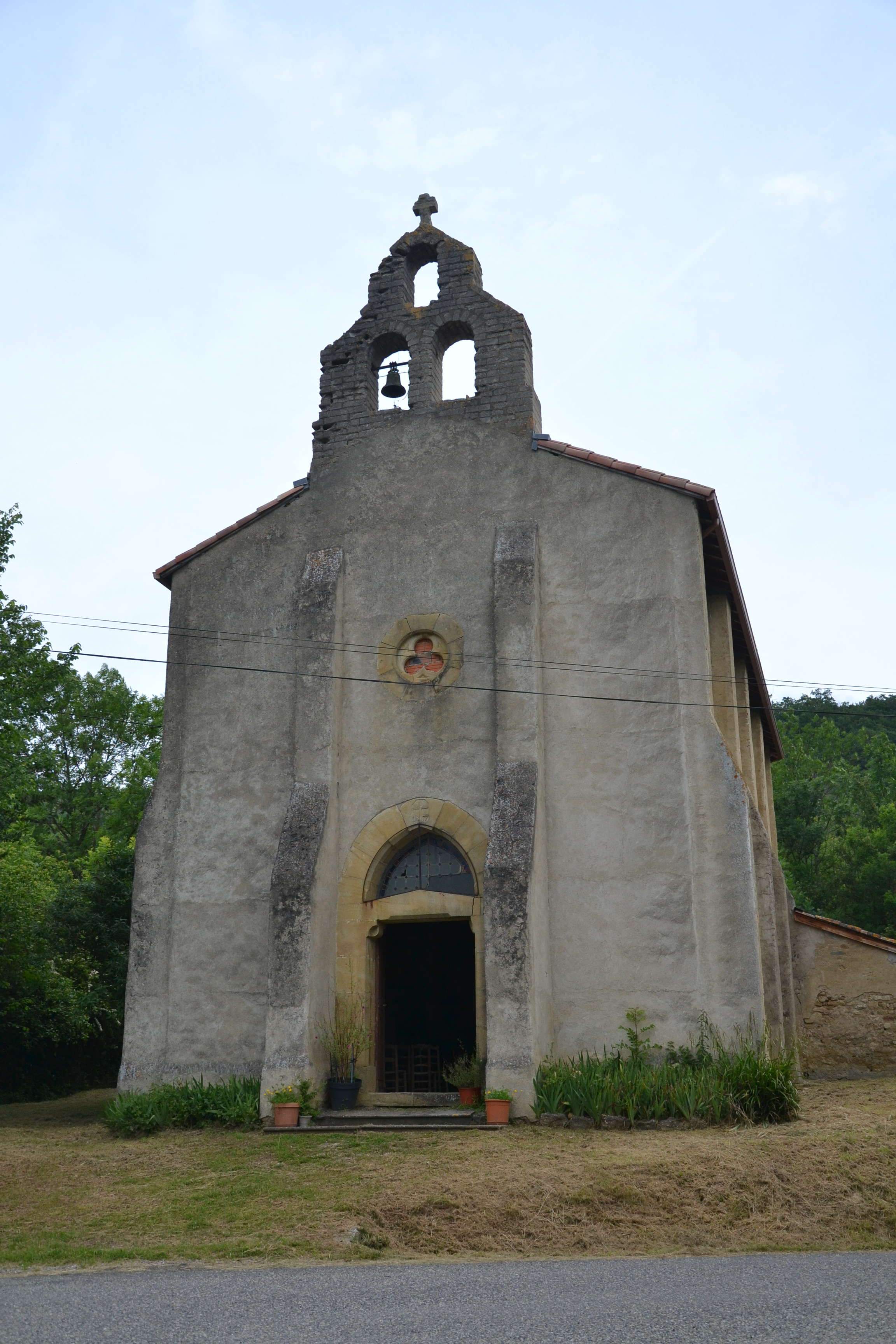
Kirche Saint-Pierre-Saint-Paul in Senesse-de-Senabugue